# ИС-4
ИС-4 (Индекс ГБТУ — Объект 701) — советский тяжёлый танк послевоенного поколения. Создавался в ГСКБ-2 Челябинского Кировского завода. Принят на вооружение постановлением Совета министров СССР № 961-403 от 29 апреля 1946 года. Серийно выпускался с марта 1947 по 1 января 1949 года.

## История создания и производства
Работы по созданию нового тяжёлого танка ИС-4 были начаты в 1944 году в СКБ-2 под руководством Духова Н.Л. В 1944 году были изготовлены 6 опытных образцов под обозначениями 701-1, 5 и 6. Образцы прошли всесторонние испытания, весной 1945 года были изготовлены дополнительно ещё 2 опытных образца с усиленным бронированием и усовершенствованными узлами и агрегатами. В качестве основного вооружения были утверждена пушка Д-25Т, однако с принятием на вооружение танка ИС-3, работы над ИС-4 были приостановлены. По результатам эксплуатации танков ИС-3 в период с 1945 по 1946 годы, у машины были выявлены серьёзные недостатки, поэтому решено было возобновить работы над танком ИС-4. 29 апреля 1946 года Постановлением Совета Министров СССР «Объект 701» был принят на вооружение Советской армии.

### Опытные образцы
До принятия на вооружение было создано несколько опытных образцов танка, один Об. 701-2 со 100 мм пушкой С-34 и лобовой бронёй башни в 160 мм (масса 55,9 т). Другие образцы Об. 701-5 и 701-6 вооружены 122 мм пушкой Д-25 (масса 58,5 т).

### Машины на базе
Проект 1948 года:
- Объект 715 — советский проект тяжёлой самоходной артиллерийской установки с орудием 152 мм М31[7].
- Объект 717 — мостоопорный танк.[8]

## Серийное производство
В 1946 году танк ИС-4 был официально принят на вооружение Советской армии. В этом же году Челябинскому Кировскому заводу предписывалось прекратить выпуск танков ИС-3 и начать выпуск танка ИС-4. По планам в 1946 году должно было быть выпущено 155 танков ИС-4. Однако, работы выполнены не были, в 1946 году выпуск составил всего 6 танков установочной партии. Причинами задержки явился ряд НИОКР, направленных на устранение замечаний выявленных на испытаниях танка, а также переход ЧКЗ на мирное послевоенное строительство и резкое увеличение объёмов производства тракторов для народно-хозяйственных нужд. В связи со срывом сроков, планы по производству ИС-4 были скорректированы и предусматривали производство 200 единиц в 1947 году. В 1947 году танки из партии 1946 года были вновь направлены на испытания. После испытаний для устранения замечаний в конструкцию были внесены соответствующие изменения. Изменений потребовали 30% узлов и агрегатов танка, поэтому вместо запланированных 200 единиц в 1947 году выпущено было всего 52 танка ИС-4.
В 1948 году танки ИС-4 были вновь направлены на испытания, где опять были выявлены существенные дефекты. Для устранения дефектов был разработан план мероприятий, направленных на улучшение конструкции машины, однако план выполнен не был и производство танков ИС-4 продолжалось с существенными дефектами. Основной причиной дефектов являлось низкое качество изготовления, в процессе которого нарушались технологические процессы, а также имели место существенные отступления от конструкторской документации. 50—60 % выпускаемых танков браковались на заводе-изготовителе военной приёмкой. В 1949 году по приказу маршала бронетанковых войск С. И. Богданова приёмка танков ИС-4 была остановлена до разработки мероприятий по повышению качества изготовления. К августу 1949 года были изготовлены 12 танков, вновь прошедших испытания. Однако, доработки по результатам испытаний велись с существенными задержками, так как весь коллектив ГСКБ-2 был переключен на разработку нового тяжёлого танка «Объект 730», а также лёгкого танка «Объект 740». В результате планы по модернизации ранее поставленных машин, а также изготовлению усовершенствованной версии ИС-4 выполнены не были. С 1949 г. на части танков ИС-4 установили усовершенствованную трансмиссию, включая бортовые редукторы, грязезащитные щитки на крыльях и дополнительный вентилятор на башне. В 1951 году была выпущена небольшая партия усовершенствованных танков ИС-4М, а также до уровня ИС-4М были доработаны все ранее выпущенные машины, после чего серийное производство ИС-4 завершилось.
|       | 1944 | 1945 | 1946 | 1947 | 1948 | 1949 | 1950 | 1951 | Всего |
| ----- | ---- | ---- | ---- | ---- | ---- | ---- | ---- | ---- | ----- |
| ИС-4  | 6    | 2    | 6    | 52   | 155  | 12   | —    | —    | 233   |
| ИС-4М | —    | —    | —    | —    | —    | —    | —    | 25   | 25    |
| Всего | 6    | 2    | 6    | 52   | 155  | 12   | —    | 25   | 258   |

## Оценка машины
Масса танка превышала грузоподъемность большинства мостов и транспортных средств, хотя и была на уровне машин воевавших во время Второй Мировой войны (например, КВ-2 и «Тигр», а «Королевский Тигр» был даже тяжелее на 8 тонн), в принципе танк мало отличается по массе от многих современных ОБТ. Масса такого уровня приводит к недостаточной оперативно-тактической подвижности в ряде случаев. Выявилась недостаточная надежность отдельных узлов трансмиссии. После выпуска небольшой серии был снят с производства.
Для середины 1940-х годов, когда танк разрабатывался, он имел превосходные показатели бронирования. Именно бронирование было преимуществом. Ни одна танковая пушка не могла пробить танк с дистанции 1000 м на момент принятия на вооружение.
Однако в дальнейшем произошёл значительный рост бронепробиваемости различных боеприпасов, и переход как основного средства поражения от бронебойных снарядов к подкалиберным, большое развитие получили кумулятивные снаряды. Это сопровождалось утратой преимуществ бронирования ИС-4: например, каких-либо специальных противокумулятивных средств танк не имел.

## Описание конструкции
ИС-4 разработан на базе тяжёлого танка ИС-2 и имел сварной корпус повышенной жёсткости, литую башню с переменной толщиной стенок. Один пулемёт — крупнокалиберный — спарен с пушкой, второй — зенитный — установлен на турели люка заряжающего и оснащён коллиматорным прицелом. Трансмиссия — планетарная, с оригинальным механизмом поворота и мультипликаторами. Наведение пушки электромеханическое. Оснащён радиостанцией 10РК-26 (10-РТ).

## В игровой культуре
Представлен в ММО играх World of Tanks и World of Tanks Blitz как тяжёлый советский танк десятого уровня в альтернативной ветке исследования с возможностью установки орудия М-62 Т 2, а так же в ММО игре War Thunder как советский тяжёлый танк в виде модификации ИС-4М на пятом ранге.

## Эксплуатация
В связи с низкой надёжностью трансмиссии, низкой проходимостью и маневренностью, эксплуатация танков ИС-4 в войсковых частях была непродолжительной и нерегулярной. В конце 1947 года 4 танка поступили в Челябинское танко-техническое училище и ещё 4 единицы — в 30-й учебный танковый полк (г. Челябинск). Остальные машины выпуска 1947 года и большая часть выпуска 1948 года были поставлены на хранение на 22-й базе резерва.
Небольшое количество ИС-4 поступило на вооружение тяжёлых танко-самоходных полков 5-й гвардейской механизированной армии Белорусского военного округа, где они находились до начала 1960-х гг., а затем были отправлены в Забайкалье и Приморье, где были поставлены на долговременное хранение. Предполагалось их использование в качестве долговременных огневых точек в укрепрайонах в случае возникновения военного конфликта на границе с КНР.

## Сохранившиеся экземпляры
В связи с непродолжительным временем выпуска танка сохранилось 3 экземпляра:
- Россия:
  - Бронетанковый музей в Кубинке (Московская область) — в экспозиции музея
  - Чита — в экспозиции Парка дома офицеров Российской Армии
  - Забайкальск — памятник[12]
- Казахстан:
- Аллея Военной техники в г. Семей [13]
- Также несколько разукомплектованных танков, прежде использовавшихся в качестве ДОТов, сохранилось в Казахстане, на границе с КНР[источник не указан 3426 дней]

### Сноски
1. ↑  ИС-4 выпущенные в период с 1947 по 1949 годы были также доработаны до уровня ИС-4М